# Mauritius International 2011
Die Mauritius International 2011 im Badminton fanden als offene internationale Meisterschaften von Mauritius vom 16. bis zum 19. Juni 2011 in Beau Bassin-Rose Hill statt.

## Austragungsort
- Stadium Badminton Rose Hill, National Badminton Centre, Duncan Taylor Street

## Sieger und Platzierte
| Disziplin    | Gold                          | Silber                          | Bronze                                |
| ------------ | ----------------------------- | ------------------------------- | ------------------------------------- |
| Herreneinzel | Chetan Anand                  | Chiang Jiann Shiarng            | Daniel Paiola                         |
| Herreneinzel | Chetan Anand                  | Chiang Jiann Shiarng            | Aditya Elango                         |
| Dameneinzel  | Nicole Grether                | Charmaine Reid                  | Kerry-Lee Harrington                  |
| Dameneinzel  | Nicole Grether                | Charmaine Reid                  | Sarada Jasti                          |
| Herrendoppel | Manu Attri Jishnu Sanyal      | Dorian James Willem Viljoen     | Emre Lale Murat Şen                   |
| Herrendoppel | Manu Attri Jishnu Sanyal      | Dorian James Willem Viljoen     | Giovanni Greco Rosario Maddaloni      |
| Damendoppel  | Nicole Grether Charmaine Reid | Michelle Edwards Annari Viljoen | Shama Aboobakar Yeldi Louison         |
| Damendoppel  | Nicole Grether Charmaine Reid | Michelle Edwards Annari Viljoen | Karen Foo Kune Kate Foo Kune          |
| Mixed        | Dorian James Michelle Edwards | Abdelrahman Kashkal Hadia Hosny | Yoni Louison Yeldi Louison            |
| Mixed        | Dorian James Michelle Edwards | Abdelrahman Kashkal Hadia Hosny | Deeneshsing Baboolall Shama Aboobakar |